# Cultures Plano

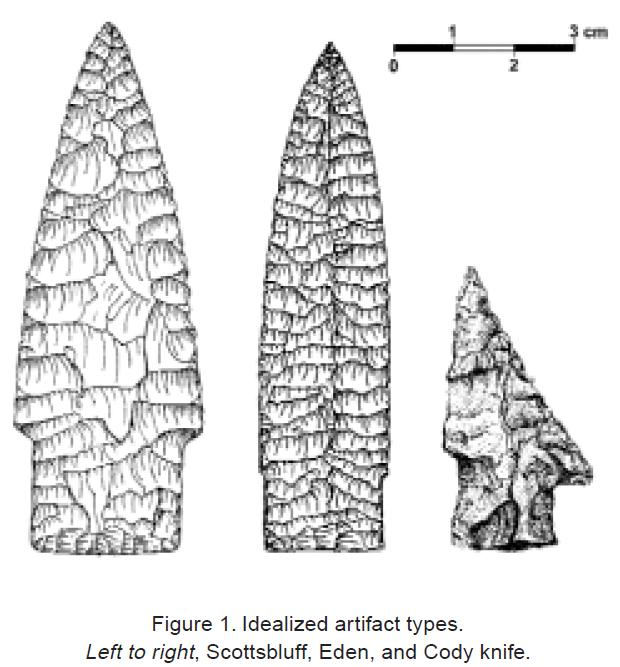
Il·lustracions d'eines usades per les antigues cultures.

Les cultures Plano és un nom donat per arqueòlegs d'un grup de comunitats dispars caçadors-recol·lectors que van ocupar l'àrea de les Grans Planes d'Amèrica del Nord durant el període paleoamericà als Estats Units i paleoamericà i període arcaic al Canadà.

## Característiques distintives
Les cultures Plano es caracteritzen per una sèrie de punxes lítiques anomenades col·lectivament punxa Plano i com les de la cultura Folsom generalment caçaven bisons antics, però fan encara un major ús de les tècniques per forçar estampides d'un penya-segat o en un corral construït. La seva dieta incloïa també antílop americà, uapití, cérvol, os rentador i coiot. Per gestionar millor el seu subministrament d'aliments, preservaven la carn en baies i greix animal i l'emmagatzemaven en recipients fets de pells.

## Canadà
Les cultures Plano existiren en Canadà durant els períodes paleoamericà o arcaic entre 9000 aC i 6000 aC. Les cultures Plano es van originar a les planes, però van estendre molt més enllà, des de la costa atlàntica de la Colúmbia Britànica i tan al nord com els Territoris del Nord-oest. "La primera cultura Plano sorgí al sud del riu North Saskatchewan a Saskatchewan i als contraforts de les Muntanyes Rocoses al nord de la vall del riu Peace d'Alberta i Columbia Britànica adjacent. Aleshores la major part de Manitoba encara estava coberta per llac glacial Agassiz i el gel glacial associat."
Els ramats de bisons eren atrets de les praderies i zones verdes a la regió occidental. Amb el retrocés de les glaceres al voltant de 9000 aC es crearen regions lacustres recentment alliberades, i s'expandire les comunitats de plantes i animals cap al nord i l'est, el caribú de terra estèril a la tundra, el caribú de bosc boreal als boscos boreals i a les planes i muntanyes el caribú substituí el bisó com el principal animal de presa.

## Estats Units
A les Grans Planes dels Estats Units, les següents són cultures Plano de fa entre 10.000 i 7.000 anys, i es distingeixen per punxes lítiques llargues i lanceolades:
- Complex Agate Basin, rep el nom del lloc Agate Basin.[7]
- Complex Cody, anomenat per l'ossari vora Cody (Wyoming), inclou el lloc de matança de bisons Olsen-Chubbuck i el lloc Jurgens.[8]
- Complex Hell Gap, com el jaciment de Hell Gap, Wyoming, del que rep el nom, i el lloc de matança de bisons Jones-Miller.[6]
- Complex Foothills / Mountain[8]